# Gudrun Berend
Gudrun Berend, ab 1978 verheiratete Wakan (* 27. April 1955 in der Lutherstadt Eisleben; † 22. August 2011 ebenda), war eine deutsche Leichtathletin, die – für die DDR startend – in den 1970er Jahren im 100-Meter-Hürdenlauf erfolgreich war. Ihr größter Erfolg war die Bronzemedaille bei den Europameisterschaften 1978 (12,73 s).
Bei den Europameisterschaften 1974 wurde sie Fünfte (13,14 s), bei den Olympischen Spielen 1976 wurde sie Vierte (12,82 s).
Gudrun Berend startete für den SC Chemie Halle. In ihrer Wettkampfzeit war sie 1,68 m groß und 60 kg schwer. Ihre Tochter Katja Wakan ist ebenfalls eine bekannte Leichtathletin.